# Монастирищенський ґебіт
Монастири́щенський ґебі́т, окру́га Монастири́ще (нім. Kreisgebiet Monastyrischtsche) — адміністративна одиниця генеральної округи Житомир Райхскомісаріату Україна з центром у містечку Монастирище, що існувала в роки Німецько-радянської війни. 

## Історія
Ґебіт утворено опівдні 20 жовтня 1941 року на території тодішньої Вінницької області у складі трьох довоєнних радянських районів: Дашівського, Монастирищенського і Оратівського — рівнобіжно зі створенням Іллінецького ґебіту (нім. Kreisgebiet Illinzi) з центром в Іллінцях, який охоплював три інші тодішні райони Вінницької області: Іллінецький, Липовецький і Плисківський (райцентр — Плисків). 1 квітня 1943 року Монастирищенський ґебіт об'єднано з частиною Іллінецького ґебіту (Іллінецький район), чим створено новий Монастирищенський ґебіт у складі вже чотирьох районів: Дашівського, Іллінецького, Монастирищенського і Оратівського. Перелічені райони (нім. Rayons) дістали такі німецькі офіційні назви: район Дашів (нім. Rayon Daschew), район Іллінці (нім. Rayon Illinzi), район Монастирище (нім. Rayon  Monastyrischtsche) і район Оратів (нім. Rayon Oratow). Їхні межі збігалися з довоєнним радянським адміністративним поділом. 
Ґебіт формально існував до 1944 року. Фактично припинив існування зі взяттям Монастирища радянськими військами 10 березня 1944 року.